# Sadžíl
Sadžíl (persky سجیل‎, arabsky سجیل‎) je balistická raketa středního doletu
na tuhé pohonné hmoty vyráběná Íránem. Je známá také pod názvy Ashura.Raketa Sadžíl dostala jméno podle kamínků, které dle Koránu použili ptáci vyslaní Bohem do boje proti vojsku, jež na slonech jelo zničit Mekku
V současné době má Írán k dispozici dva typy této rakety.

## Sadžíl 1
Sadžíl 1 je dvoustupňová balistická střela na tuhá paliva typu země-země s doletem 1930 km ( podle íránských zdrojů). Úspěšný test rakety byl uskutečněn 12. listopadu 2008. Tento test potvrdil schopnost rakety zasáhnou cíle nacházející se až v jihovýchodní Evropě.

## Sadžíl 2
Sadžíl 2 je zdokonalená verze balistické rakety Sadžíl 1 s doletem 2000 km (íránské zdroje). Test rakety byl uskutečněn 20. května 2009. Oproti raketě Sadžíl 1 je raketa Sadžíl 2 vybavená lepším naváděcím systémem, delší životností a kratší délkou předletové přípravy. Je zde také snížena detekce systémy včasné výstrahy.
16. prosince 2009 byla za přítomnosti ministra obrany Íránu Mustafy Mohameda Nežára proveden další test zdokonalené rakety Sadžíl 2.